# المعالم السياحية والمواقع الأثرية في باريس
هذا المقال يحتوي المعالم السياحية والمواقع الأثرية في باريس.

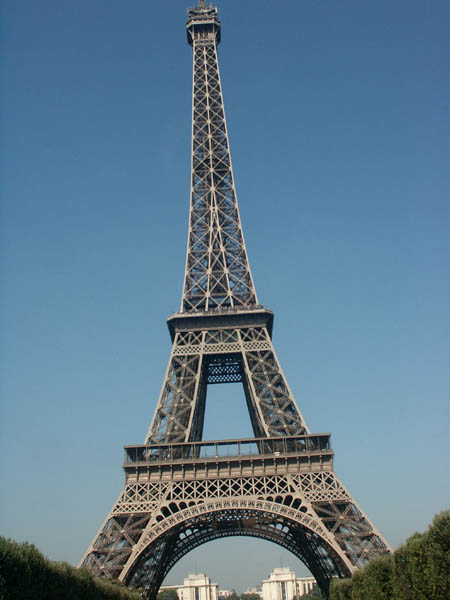
برج إيفل

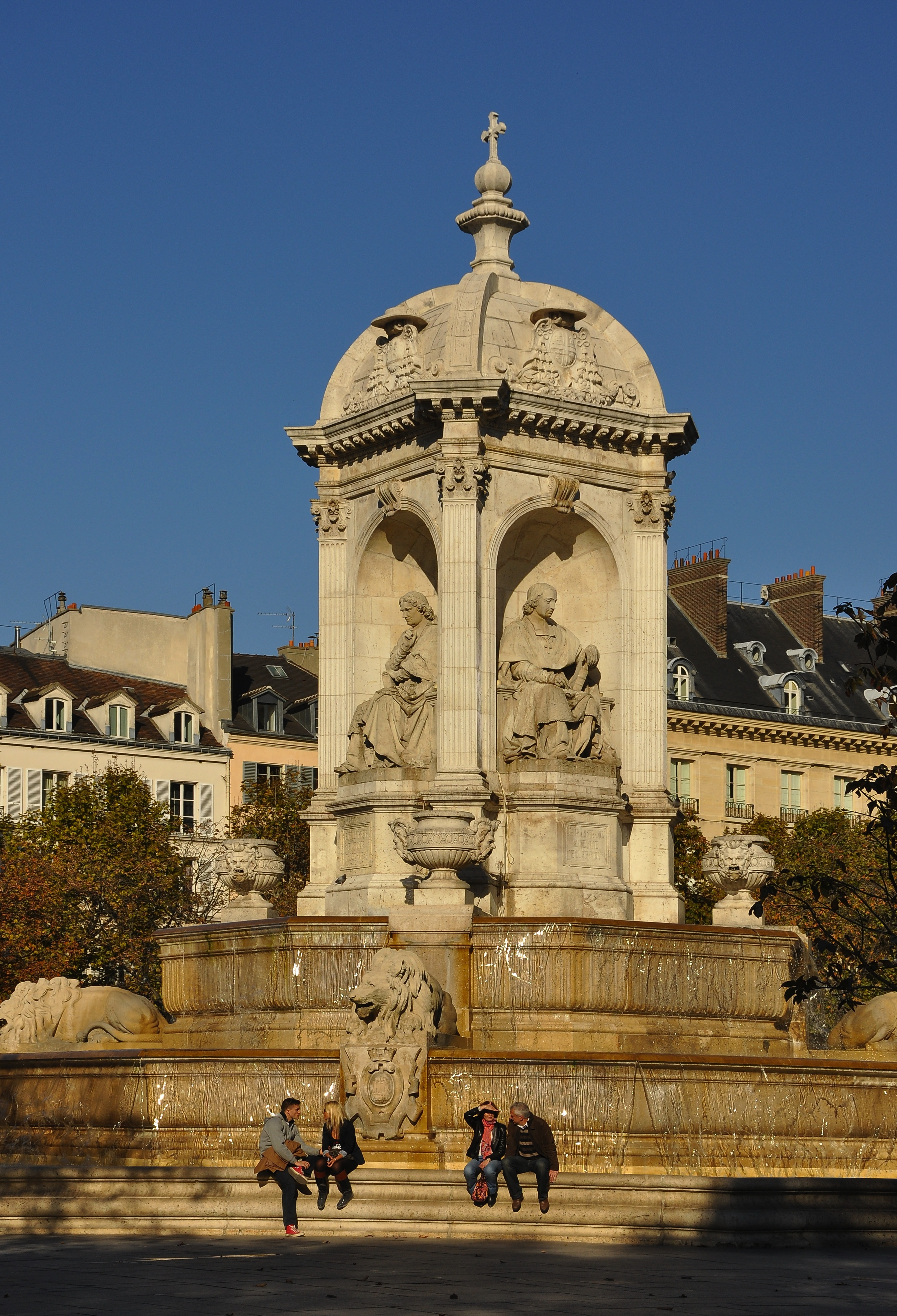
نافورة سان سولبيس

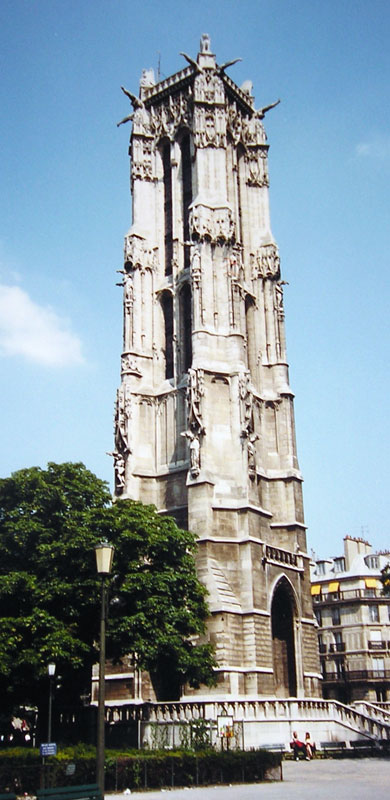
برج سان جاك

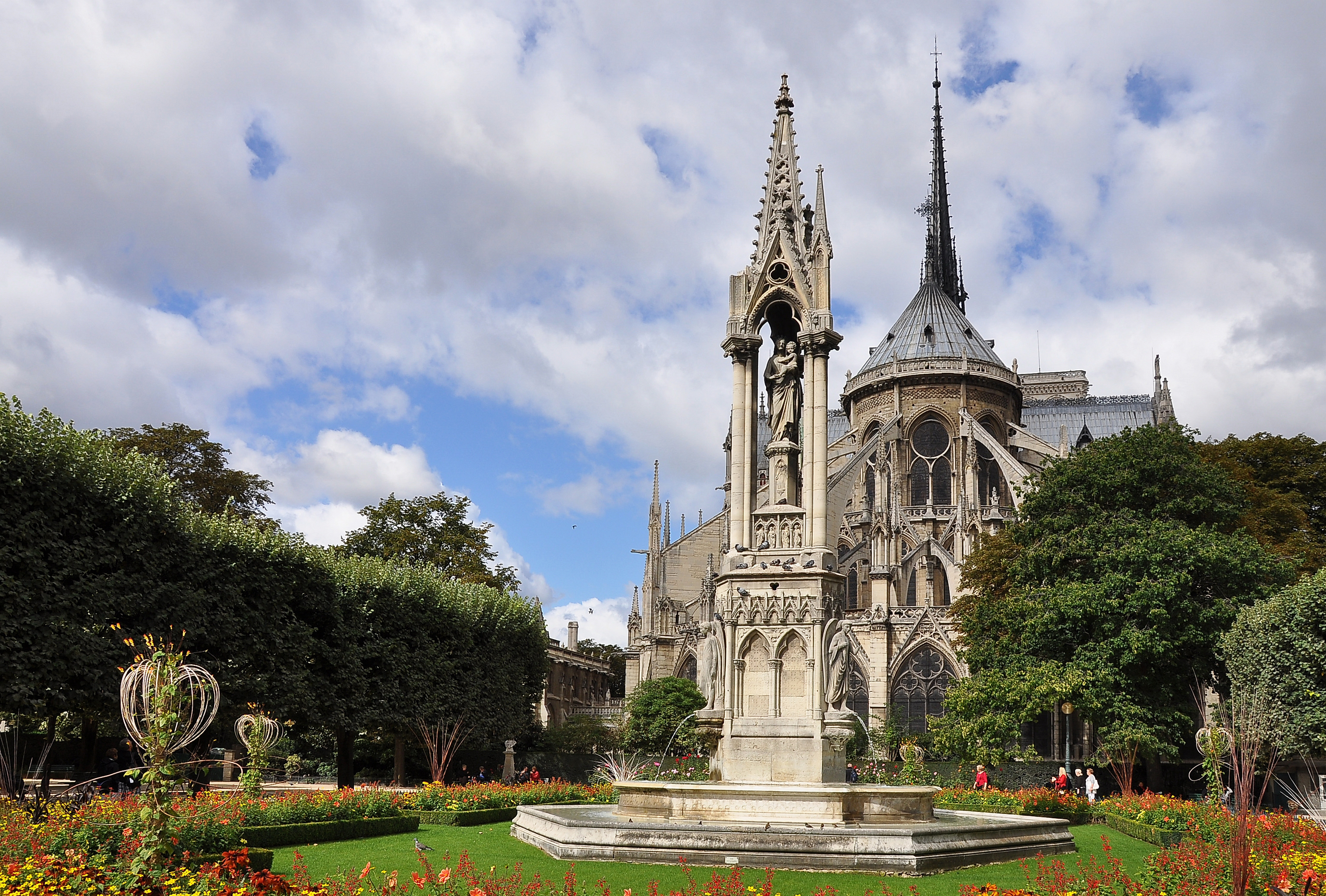
كاتدرائية نوتردام

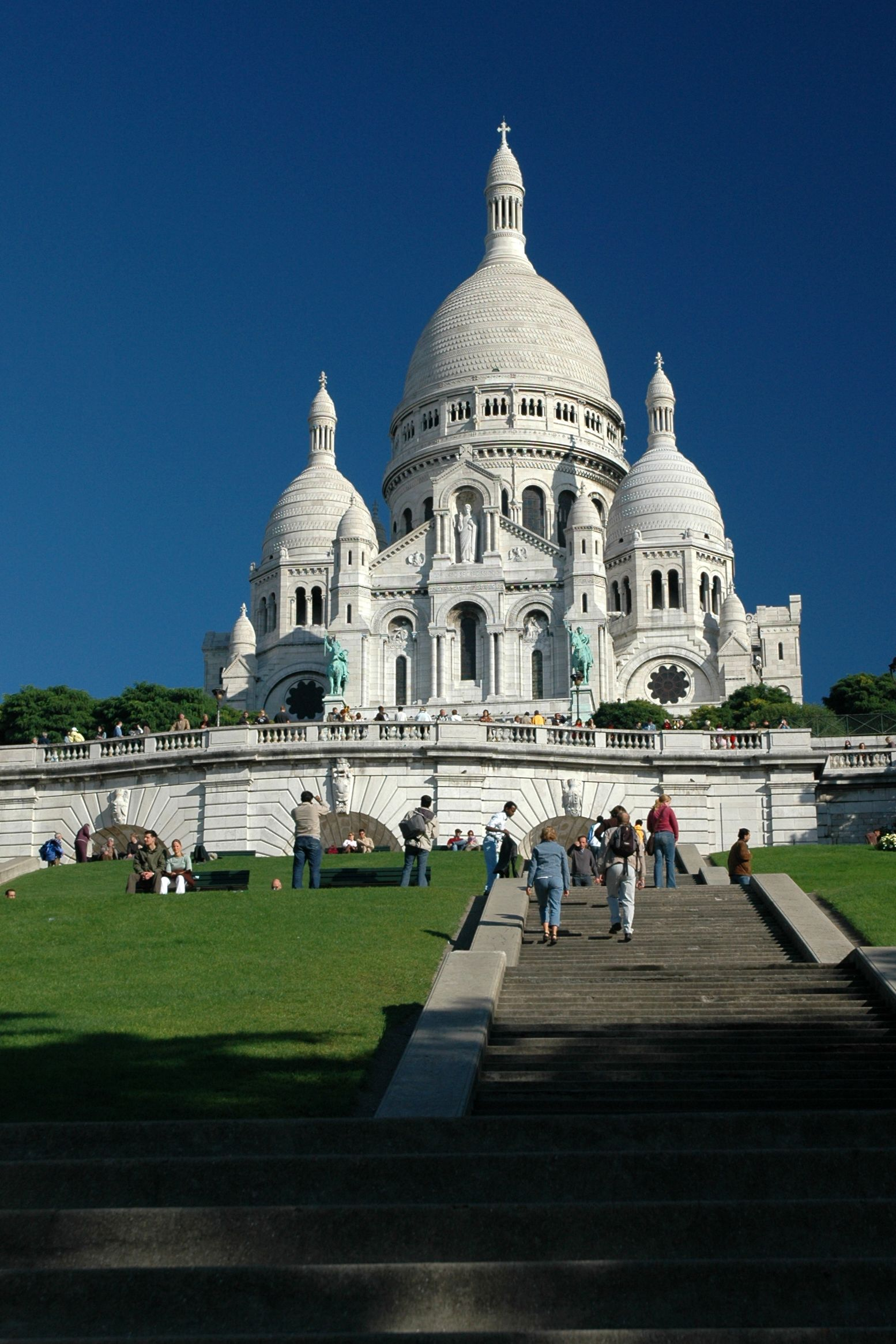
كنيسةالساكري كور أو كنيسة القلب المقدس

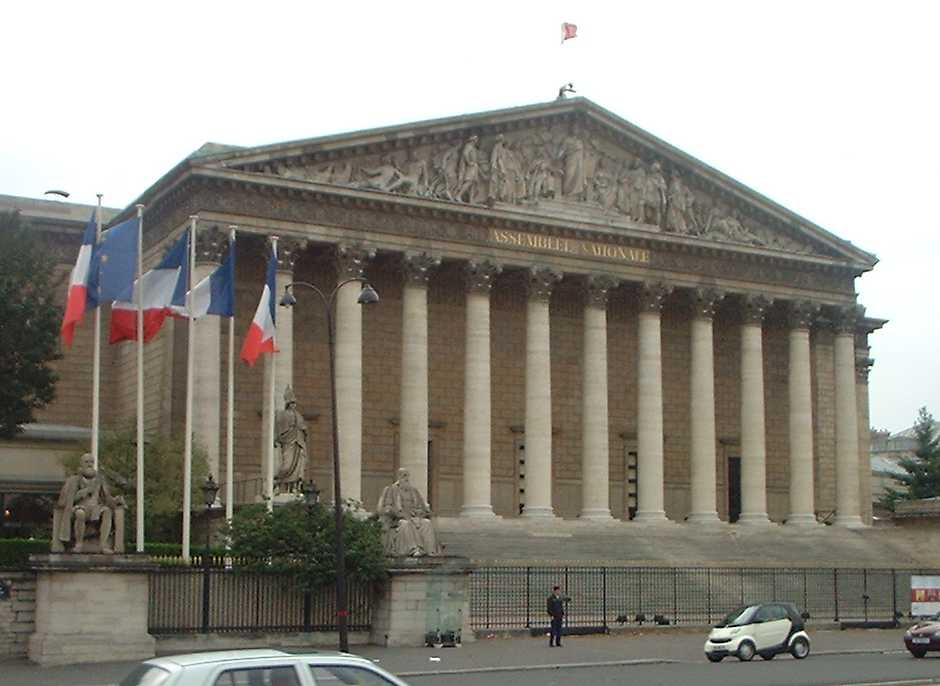
مقر الجمعية الوطنية الفرنسية

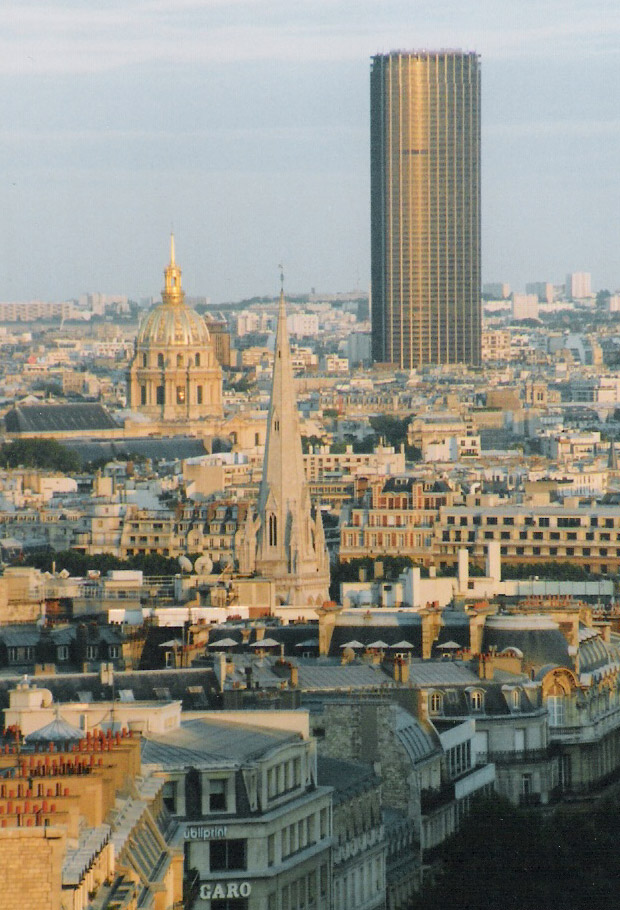
برج مونبارناس في قبالة برج إيفل

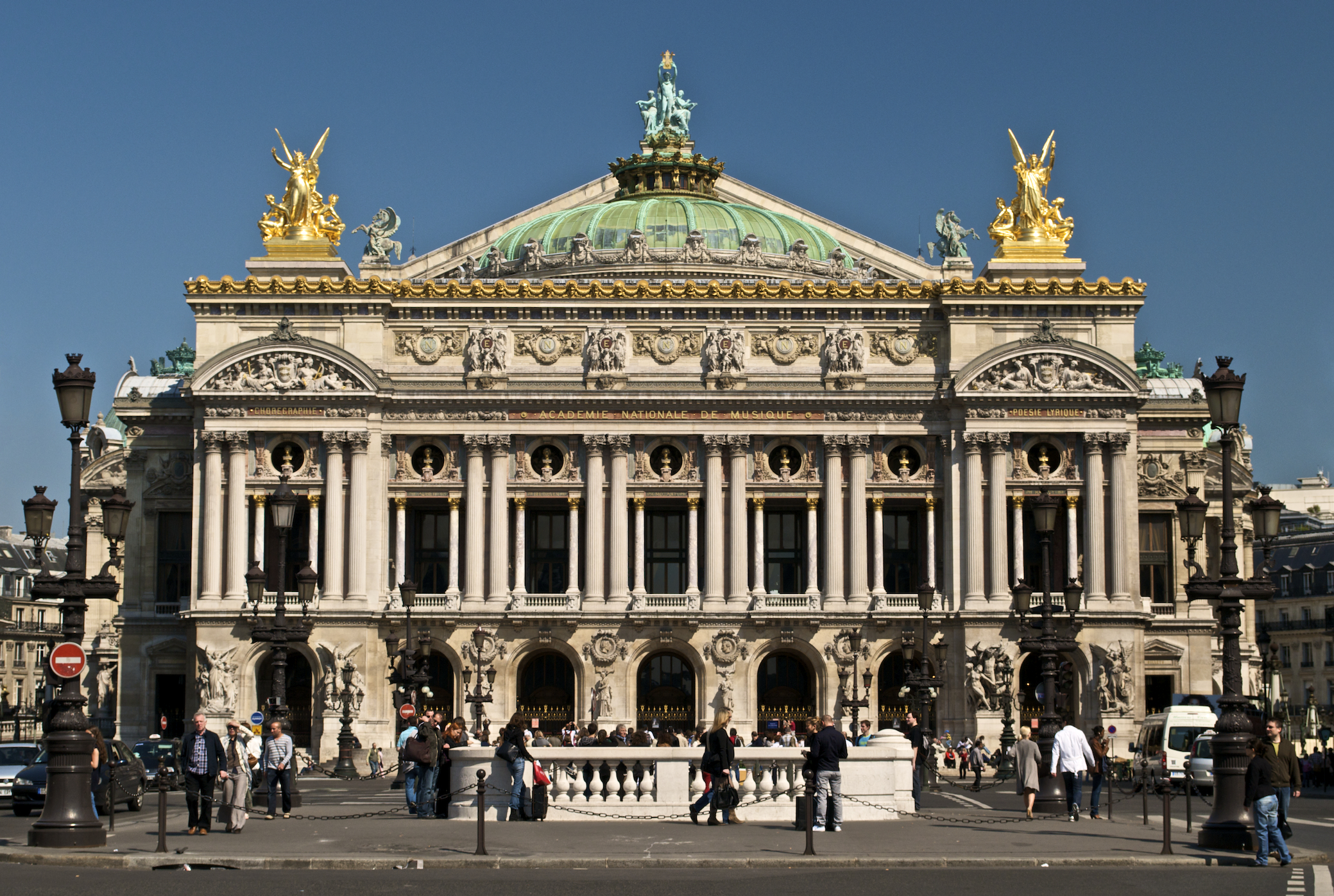
قصر وأوبرا غارنييه

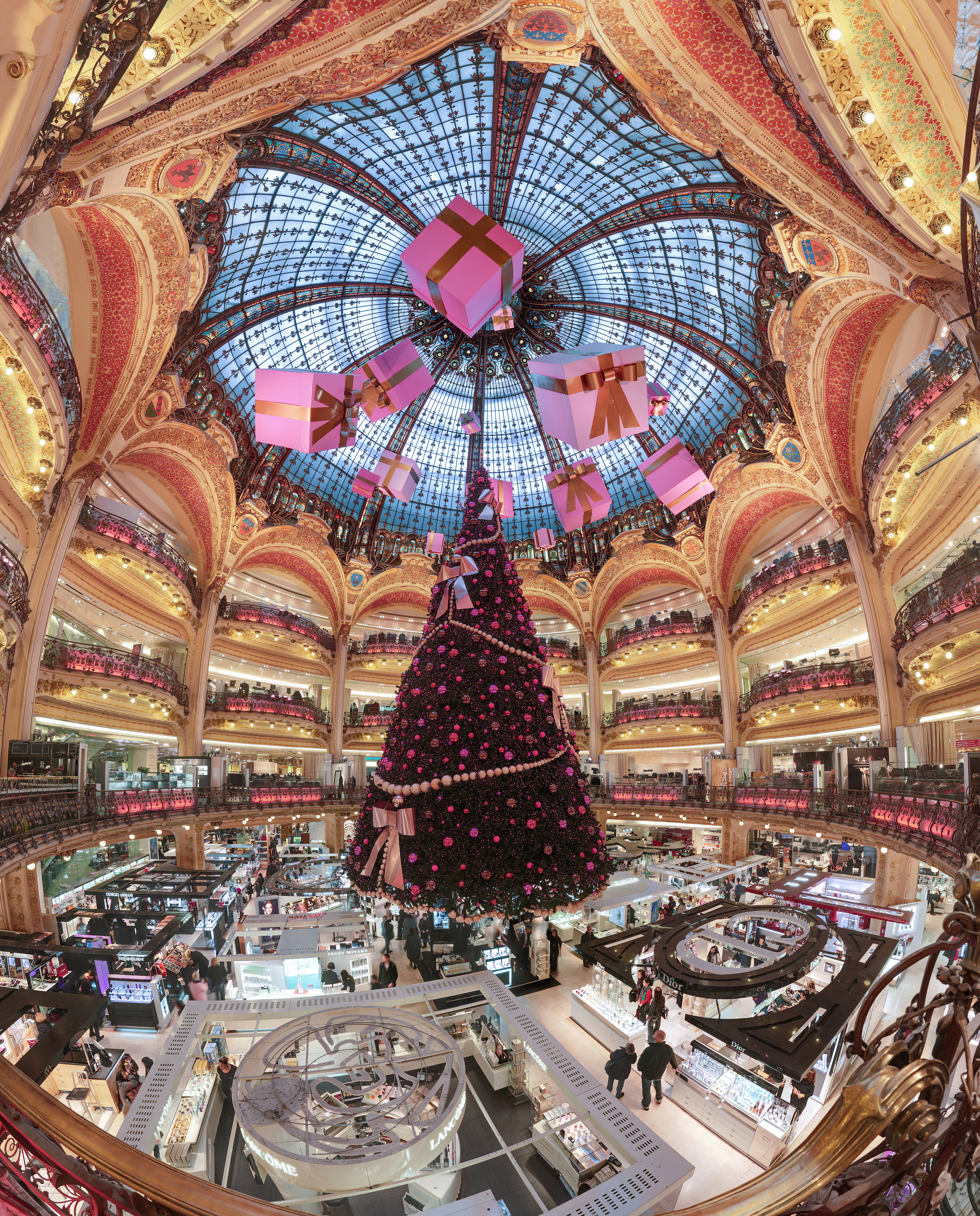
مبنى غاليريه لافيات

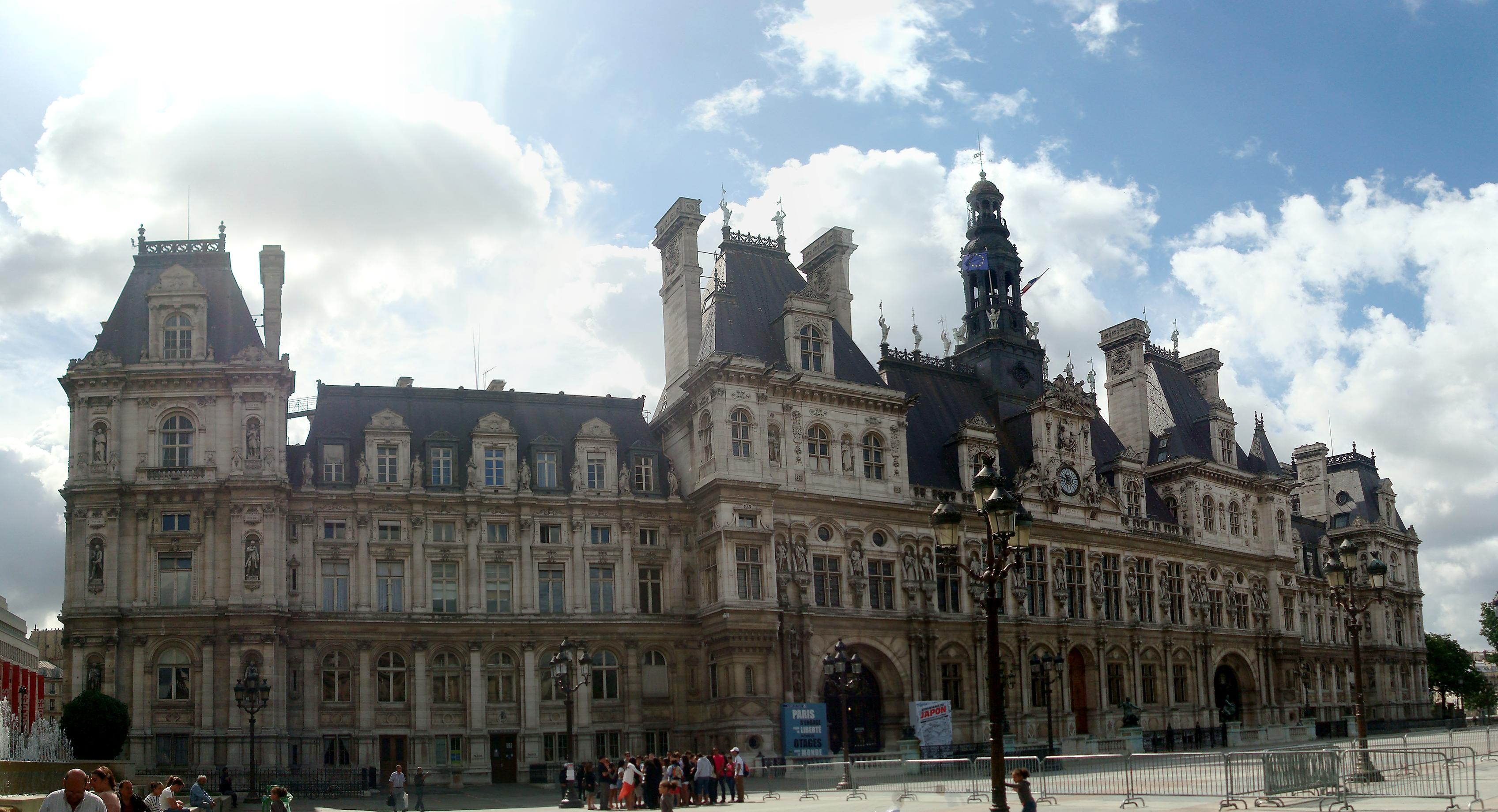
مبنى البلدية

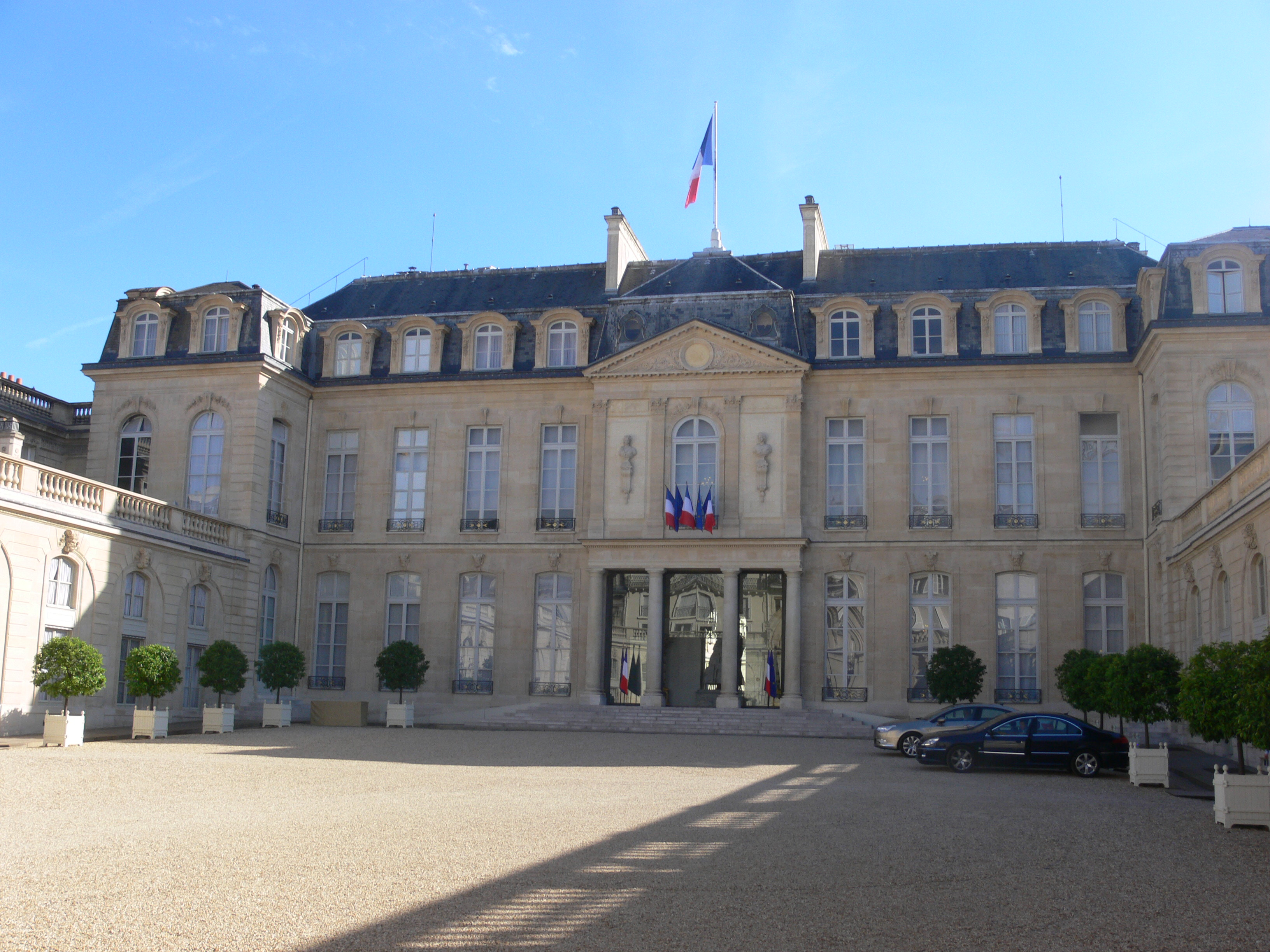
قصر الإليزيه، القصر الرئاسي

## النصب التذكارية والشرفية ومباني الديكور

### الأقواس والجسور
- قوس النصر.
- قوس لاديفونس.
- قوس الكاروسيل.
- باب سان دوني.
- باب سان مارتن.

### النوافير الشهيرة
- نافورة دو إينوسون.
- نافورة دو بالمييه.
- نافورة سترافنسكي.
- نافورة سان ميشيل.
- نافورة سان سولبيس.
- نافورة موديسي.
- نافورة لومباكل.
- نافورة لو كاتر بارتي دو موند.
- نافورة لو كاتر سيزون.
- نوافير ميدان الكونكورد.

### تماثيل مشهورة
- التمثال الفروسي هنري الرابع، على جسر النوف (باريس).
- التمثال الفروسي لويس الثالث عشر، ساحة فوزاج (باريس).
- التمثال الفروسي لويس الرابع عشر، ساحة النصر (باريس).
- تمثال الجمهورية، في ساحة الجمهورية (باريس).
- أحصنة مارلي، في ميدان الكونكورد.
- أسد بلفور، في ساحة دنفار روشرو.
- تمثال المرشال مونساي، في ساحة كليشي.
- تمثال بازاك، في كارفور فافان.
- نسخة طبق الأصل من تمثال الحرية.

### الأبراج والمسلات
- عمود موديسي
- عمود جوليات
- عمود فوندوم
- برج إيفل
- مسلة الأقصر

## مباني مشهورة

### المتاحف
يوجد في باريس 143 متحف.
.

### القصور والمباني الرسمية
- فندق نابليون
- قصر العدل (باريس).
- القصر الملكي.
- قصر برونيار باريس, مركز مؤتمرات.
- فندق دو سوبيس, مقر الأرشيف الفرنسي.
- قصر البلدية باريس, مقر بلدية باريس.
- مبنى الأساقفة.
- مقبرة العظماء (باريس), مقبرة لعظماء فرنسا في جميع المجالات.
- معهد فرنسا.
- قصر لوكسمبورغ, مقر مجلس الشيوخ.
- قصر وسام جوقة الشرف باريس.
- قصر بوربون، مقر الجمعية الوطنية الفرنسية.
- ليزانفاليد.
- قصر ماتينيون، المقر الرسمي لرئيس وزراء فرنسا منذ سنة 1935.
- المدرسة العسكرية (فرنسا).
- مبنى اليونسكو باريس.
- قصر الإليزيه, المقر الرسمي لرئيس الجمهورية الفرنسية منذ 1878.
- القصر الكبير (باريس).
- مرصد باريس.
- قصر شايو باريس.
- قصر المدينة ""لو كونسيارج"" المقر الرسمي لأباطرة فرنسا من القرن العاشر إلى القرن الرابع عشر.

### أماكن العبادة الشهيرة
- كاتدرائية نوتردام دو باري (باريس).
- كنيسة الساكري كور في مونمارتر.
- كنيسة سان سولبيس.
- كنيسة سان سولبيس.
- مسجد باريس (فرنسا).
- كنيسة سان برنارد في الشابل
- كنيسة سان دوني في الشابل
- كنيسة سان شابال.
- الكنيسة البروتستانتية لمصلى اللوفر.
- كنيسة سان إوستاش.
- كنيسة سان جيرمان دو أوكسيروا.
- كنيسة سان بول سان لويس.
- كنيسة سان سيفيران.
- كنيسة سان إتيان دو مون.
- دير سان جيرمان دو بري.
- كنيسة سان لويس دو أنفاليد.
- كنيسة دو ماديلان.

### المدارس والجامعات المشهورة عالميا
- جامعة السوربون.
- مدرسة الفنون الجميلة
- المدرسة المتعددة التكنولوجية
- مدرسة الأساتذة العليا
- معهد شابتال (باريس).
- معهد كوندورسي (باريس).
- معهد هنري الرابع (باريس).

### المكتبات المشهورة
- مكتبة فرنسا الوطنية.
- مكتبة سان جونافياف.

### البقايا الغال-الرومانية
- مدرج أرين دو لوتيس ، بقايا من حقبة الغال-الرومانية.
- حمامات كلوني (باريس).

### الأبراج
- برج إيفل.
- برج جان سون بور.
- برج مونبارناس.
- برج القديس جاك.

### محطات قطار
- باريس غار دي ليون.
- غار دو باريس نور.
- محطة باريس الشمال
- غار دو باريس أستورليتز.
- غار دو باريس برسي.
- غار دو باريس أست.
- غار دو باريس مونبارناس.
- غار دو باريس سان لازار.

### جسور مشهورة
- جسر ألكسندر الثالث.
- جسر الفنون.
- جسر ميرابو (باريس).
- جسر دو لا كونكورد (باريس).
- جسر روايال (باريس).
- جسر دو سولي (باريس).
- جسر نف.
- جسر دو أر (باريس).
- جسر شارل دو غول (باريس).

## مواقع مشهورة
- ساحة الجمهورية (باريس).
- ساحة الفوج (باريس).
- ساحة الباستيل.
- ساحة قصر البلدية - ساحة التحرير.
- ساحة فوندوم.
- الشانزلزيه.
- الحي اللاتيني.
- حي ماريه.
- حي مونمارتر.
- لا ديفونس.
- شارع مونتاني (باريس).
- شارع سان جيرمان (باريس).
- شارع هوسمان (باريس).
- باعة الكتب (باريس).
- قناة سان مارتن (باريس).
- سراديب الموتى (باريس).
- مجاري الصرف الصحي في باريس.
- ميدان سباق الخيل دو أوتويل (باريس).
- ميدان سباق الخيل دو لونشام (باريس).
- ميدان سباق الخيل دو فإنسان (باريس).
- جزيرة دو لا سيتي (باريس).
- ساحة دوفان (باريس).
- ساحة الأوبرا (باريس).
- ساحة الدولة (باريس).
- ساحة القصر الملكي (باريس).
- ساحة التارتر (باريس).
- ساحة فندوم (باريس).
- ساحة الإنتصارات (باريس).
- حي دو هال (باريس).
- حي دو سونتييه (باريس).
- حي دو فوبورج سان هونوريه (باريس).
- حي السلام (باريس).
- حي دو ريفولي (باريس).
- حي دو روزييه (باريس).

### مقابر مشهورة
- مقبرة بير لاشيز.
- مقبرة مونمارتر (باريس).
- مقبرة مونبارناس.
- مقبرة دو باسي (باريس).

### الحدائق والمُتنزهات
- حديقة النباتات.
- حديقة اللوكسمبورغ (باريس).
- منتزه بوت شومو.
- غابة بولونيا.
- غابة فانسن.
  - حديقة حيوانات باريس.
  - مزرعة باريس.
- حديقة التأقلم (باريس).
- حديقة الأطلسي (باريس).
- حديقة دو باسان دو أرسنال (باريس).
- شامب دي مارس.
- حديقة الشانزلزيه.
- حديقة دو هال (باريس).
- حديقة القصر الملكي (باريس).
- حديقة دو بلانت (باريس).
- حديقة دو سار دو أوتايل (باريس).
- حديقة دو تويليه إيه دو كاسورال (باريس).
- منتزه أندريه سيتروان (باريس).
- منتزه دو باغاتال (باريس).
- منتزه دو بيل فيل (باريس).
- منتزه بيرسي (باريس).
- منتزه فلورال (باريس).
- منتزه جورج براسنز (باريس).
- منتزه مونسو (باريس).
- منتزه مونسوري (باريس).
- منتزه دو لا فيالت (باريس).

## قاعات المسرح والسينما والترفيه

### قاعات سينيما استثنائية
- سينما فوريم دو زيماج (باريس).
- سينما كينوبانوراما (باريس).
- سينما لا جيود (باريس).
- سينما لا جيود راكس (باريس).
- باري ستوري (باريس).

### المسارح
- قصر غارنييه.
- مسرح باتاكلون (باريس).
- مسرح سيتي دو لا موزيك (باريس).
- المسرح الوطني أوبرا-كوميك (باريس).
- أوبرا الباستيل (باريس).
- مسرح قصر الثلج (باريس).
- مسرح قاعة بلايال (باريس).
- مسرح الشانزلزيه (باريس).
- مسرح أولمبيا (باريس).
- قصر الرياضة والمعارض باري برسي.

### الملاهي والمعارض
- الطاحونة الحمراء (ملهى).
- ملهى القط الأسود.
- لاسيكال.
- فولي بارجير (باريس).
- ملهى لا بال إيبوك نيو لوك (باريس).
- ملهى كاروسال دو باريس.
- ملهى شي ميشو (باريس).
- ملهى ليدو دو باري (باريس).
- ملهى برادي لاتان (باريس).
- ملهى لابي قسطنطين (باريس).

### السيرك
- سيرك غيراس، من نهاية أكتوبر إلى شهر فيفري.
- سيرك ديانا مورينو بورمان.
- سيرك الشتاء (باريس).

## التسوق في باريس

### محلات تجارية كبرى
- معرض لافاييت.
- بازار قصر البلدية (باريس).
- لو بون مارشي (باريس).
- برانتون هوسمان (باريس).
- لا سماريتان (باريس).
- برانتون (محل تجاري باريس).

### مراكز تسوق
- المركز التجاري بوتيك دو باليه دو كونغرس.
- المركز التجاري برج مونبارناس.
- المركز التجاري لو كاتر تون (باريس).
- المركز التجاري فوريم دو هال (باريس).
- المركز التجاري غالوري مارشون دو شانزيليزيه.
- المركز التجاري مارشيه سان جيرمان (باريس).
- المركز التجاري بساج دو هافر (باريس).
- المركز التجاري تروا كارتييه لو ماديلان (باريس).
- المركز التجاري كاروسال دو لوفر.
- المركز التجاري إيطاليا 2 (باريس).

### المعارض والممرات التجارية
- معرض كولبار.
- معرض دو لا مادولان.
- معرض فيرو دودا.
- معرض فيفيان.
- الممر التجاري شواسول.
- الممر التجاري دو غران سورف.
- الممر التجاري دو أندوستري.
- الممر التجاري جوفروي.
- الممر التجاري دو بانوراما.
- الممر التجاري دو بافيون.
- الممر التجاري فيردو.

### الشوارع التجارية الشديدة والمشهورة
- الشانزلزيه.
- بولفارد سان ميشيل (باريس)
- بولفارد باربيس
- شارع هوسمان (باريس).
- شارع ريفولي (باريس).
- ساحة فندوم (باريس).

### الآثار
- جدار شارل الخامس في باريس
- طاحونة لا كاليت.
- كاريه ريف غوش.
- تحف اللوفر.
- حي سان بول (باريس).
- حي سويسرا (باريس).
- جسر الفنون (باريس).
- فندق درووا (باريس).
- صال دو فان سان هونوريه.

## مقالات ذات صلة
- باريس
- فرنسا